# Rainbow Airlines
Rainbow Airlines war eine 2013 gegründete private Fluggesellschaft in Simbabwe. Sie hat ihren Sitz in Harare und Drehkreuz am Internationalen Flughafen Harare. 
Nach diversen Problemen mit Lizenzen und Beschaffung von Flugzeugen gehört das Unternehmen seit Februar 2017 der simbabwischen AB Communications.

## Geschichte
Der Erstflug sollte am 26. August 2015 stattfinden, musste aber aufgrund rechtlicher Probleme verschoben werden. Zunächst sollte Johannesburg in Südafrika täglich mit einer Boeing 737-300 der Star Cargo bedient werden. Die Strecke sollte durch internationale Partnerschaften vermarktet werden. Später waren auch Flüge nach Kariba, Kapstadt und Victoria Falls geplant.
Schlussendlich führte Rainbow Airlines den Jungfernflug mit einer Bombardier CRJ100 zwischen Harare und Victoria Falls am 25. Januar 2017 durch. Im März 2017 wurden Flüge von Harare nach Johannesburg in Südafrika aufgenommen.